# Käthe Seitz

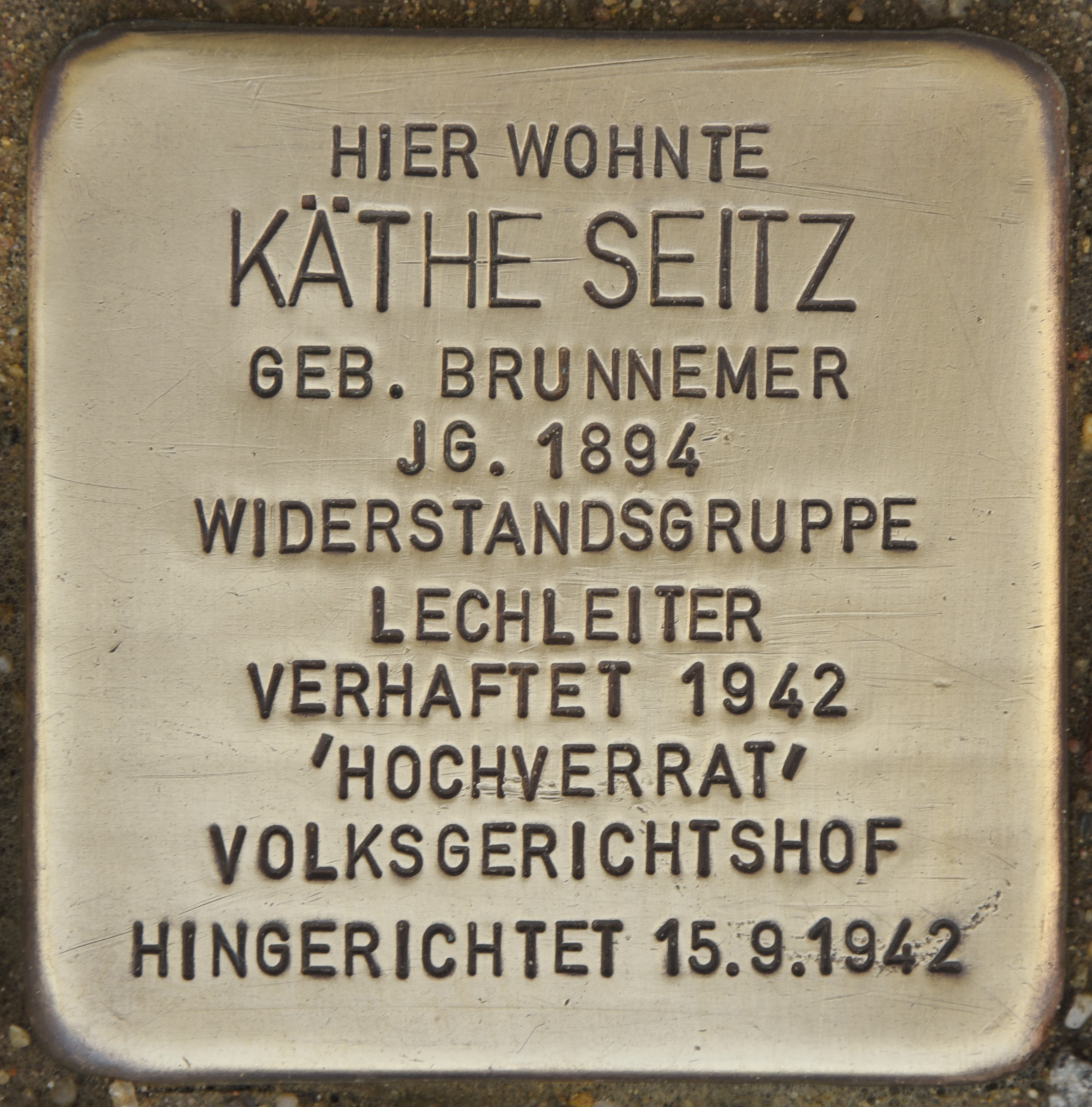
Stolperstein für Käthe Seitz in der Karlsruher Straße 46 von Heidelberg

Käthe Seitz geborene Brunnemer (* 12. Februar 1894 in Ludwigshafen; † 15. September 1942 in Stuttgart) war eine deutsche sozialdemokratische Widerstandskämpferin gegen den NS-Staat in der Region Mannheim/Heidelberg.

## Leben
Käthe Brunnemer entstammte der sozialdemokratisch aktiven Familie von Philipp Brunnemer und seiner Frau Luise. Mit 18 Jahren trat sie in die Sozialdemokratische Partei Deutschlands (SPD) ein. In den 1920er Jahren war sie als Stadtverordnete in Cleve (heute: Kleve) tätig. In Kleve war sie das erste Mal verheiratet und wurde die Mutter ihrer Tochter Hilde Janssen. Auch diese betätigte sich später als Erwachsene im Widerstand und wurde wegen „Abhörens von Feindsendern“ zu einer Zuchthausstrafe verurteilt, die im Gefängnis in Hagenau vollzogen wurde.
In zweiter Ehe war Käthe mit dem Krankenpfleger Alfred Seitz in Heidelberg verheiratet, mit dem sie in Heidelberg-Rohrbach wohnte. In Heidelberg fanden sie und ihr (parteiloser) Ehemann Kontakt zur Lechleiter-Widerstandsgruppe. Zwei Tage nach dem Überfall der deutschen Wehrmacht auf die Sowjetunion trafen sie sich in ihrer Wohnung mit Georg Lechleiter, Jakob Faulhaber und Gustav Süß (dem späteren Verräter), um die Herausgabe einer Kampfschrift gegen den Krieg zu beschließen, die den Namen „Der Vorbote“ trug. Mit Hilfe eines zahlreiche Personen umfassenden Mitarbeiterkreises konnte dieser Plan verwirklicht werden. Insgesamt vier Ausgaben erschienen zwischen 1941 und 1942, die vor allem in Großbetrieben an regimekritische Arbeiter verteilt wurden. Käthe war dadurch an diesem Projekt beteiligt, indem sie die Matrizen mit den Texten beschrieb, die Georg Lechleiter verfasste. Der Verräter Süß hatte der Gestapo den Vorgang hinterbracht. Am 26. Februar und an den folgenden Tagen wurden die Köpfe der Organisation festgenommen. Im Mai folgte eine Verhandlung vor dem Sondergericht der NSDAP, dem Volksgerichtshof, im Mannheimer Schloss, wobei von 16 Angeklagten 14 zum Tode „verurteilt“ wurden, darunter die Eheleute Seitz. Der Versuch von Käthe, alle Vorwürfe auf sich zu ziehen und ihren Mann zu entlasten, blieb erfolglos. Im Juni 1942 wurde eine Massenverhaftung vorgenommen. Eine Woche vor ihrer Hinrichtung schrieb sie einen Abschiedsbrief an ihre Tochter Hilde, die bereits auf den Antritt ihrer Zuchthausstrafe wartete. Am 15. September 1942 um 5:10 Uhr wurde Käthe Seitz mit dem Fallbeil im Stuttgarter Gefängnis ermordet, um 5:23 Uhr folgten ihr Ehemann Alfred und um 5:47 Uhr ihr Vater Philipp Brunnemer.

## Erinnerung
- 5. Juni 1951: Errichtung einer Gedenkstätte am Südeingang des Bergfriedhofs für die 27 hingerichteten Widerstandskämpfer auf Veranlassung des Leiters der Universitäts-Anatomie.
- Seit 1974 heißt eine Straße in Neuenheim (Heidelberg) „Seitzstraße“. Dazu stiftete die VVN-BdA Legendenschilder an die ermordeten Eheleute, die am 22. September 2016 enthüllt wurden.[2]

- Seit November 2011 erinnern am Hauseingang Karlsruher Straße Nr. 46 in Rohrbach zwei Stolpersteine an das Ehepaar.[3]